# Ukrainischer Fußballpokal 2002/03
Der Ukrainische Fußballpokal 2002/03 war die zwölfte Austragung des ukrainischen Pokalwettbewerbs der Männer. Pokalsieger wurde Dynamo Kiew. Das Team setzte sich im Finale am 25. Mai 2003 im Olympiastadion von Kiew gegen Titelverteidiger Schachtar Donezk durch.

## Modus
Die Begegnungen der ersten drei Runden und des Finales wurden in einem Spiel ausgetragen. Bei unentschiedenem Ausgang wurde zur Ermittlung des Siegers eine Verlängerung gespielt. Stand danach kein Sieger fest, folgte ein Elfmeterschießen.
Im Viertel- und Halbfinale wurden die Sieger in Hin- und Rückspiel ermittelt. Bei Torgleichstand in beiden Spielen zählte zunächst die größere Zahl der auswärts erzielten Tore; gab es auch hierbei einen Gleichstand, wurde das Rückspiel verlängert und ggf. ein Elfmeterschießen zur Entscheidung ausgetragen. Da Dynamo Kiew auch die Meisterschaft gewann, qualifizierte sich der unterlegene Finalist für den UEFA-Pokal.

## Teilnehmende Teams
| Wyschtscha Liha (16) | Perscha Liha (15) | Druha Liha (33) | Druha Liha (33) |
| --- | --- | --- | --- |
| - Arsenal Kiew - Dnipro Dnipropetrowsk - Dynamo Kiew - Illitschiwez Mariupol - Karpaty Lwiw - Krywbas Krywyj Rih - Metalist Charkiw - Metalurh Donezk - Metalurh Saporischschja - Obolon Kiew - Polihraftechnika Oleksandrija - Schachtar Donezk - Tawrija Simferopol - Tschornomorez Odessa - Wolyn Luzk - Worskla Poltawa | - Arsenal Charkiw - Borysfen Boryspil - FK Krasyliw - FK Mykolajiw - Naftowyk Ochtyrka - FK Polissja Schytomyr - Sakarpattja Uschhorod - Sirka Kirowohrad - Sokil Solotschiw - Spartak Sumy - Prikarpattja Iwano-Frankiwsk - Stal Altschewsk - Systema-Borex Borodjanka - FK Winnyzja - ZSKA Kiew | - Awanhard Rowenky - FSK Bukowina Czernowitz - Desna Tschernihiw - Dnister Owidiopol - Elektrometalurh-NSF Nikopol - Elektron Romny - Enerhetyk Burschtyn - Hasowyk Skala Stryj - Halytschyna Drohobytsch - Hirnyk-Sport Komsomolsk - Dynamo Simferopol - Jawir Krasnopillja - Lukor Kalusch - FK Kowel-Wolyn-2 - Krystal Cherson - Nafkom-Akademija Irpin - Naftowyk Dolyna | - Nywa Ternopil - Olimpija FK AES Juschnoukrajinsk - Olkom Melitopol - Podillja Chmelnyzkyj - Ros Bila Zerkwa - Schachtar Luhansk - PFK Sewastopol - Sorja Luhansk - Stal Dniprodserschynsk - Systema-KChP Tschernjachiw - Techno-Center Rohatyn - Torpedo Saporischschja - Tschornohora Iwano-Frankiwsk - Tytan Armjansk - Uholjok Dymytrow - FK Weres Riwne |

## 1. Runde
| Datum      |                                        | Ergebnis              |                                   |
| ---------- | -------------------------------------- | --------------------- | --------------------------------- |
| 09.08.2002 | Stal Dniprodserschynsk (III)           | 0:2                   | Schachtar Donezk (I)              |
| 10.08.2002 | Naftowyk Dolyna (III)                  | 1:3                   | FK Polissja Schytomyr (II)        |
| 10.08.2002 | Uholjok Dymytrow (III)                 | 0:2                   | Arsenal Kiew (I)                  |
| 10.08.2002 | FK Weres Riwne (III)                   | 0:2                   | Polihraftechnika Oleksandrija (I) |
| 10.08.2002 | Tytan Armjansk (III)                   | 1:4                   | Naftowyk Ochtyrka (II)            |
| 10.08.2002 | Torpedo Saporischschja (III)           | 0:3                   | Wolyn Luzk (I)                    |
| 10.08.2002 | Techno-Center Rohatyn (III)            | 1:3                   | Arsenal Charkiw (II)              |
| 10.08.2002 | Systema-KChP Tschernjachiw (III)       | 2:1                   | Elektrometalurh-NSF Nikopol (III) |
| 10.08.2002 | Schachtar Luhansk (III)                | 1:3                   | Krywbas Krywyj Rih (I)            |
| 10.08.2002 | Krystal Cherson (III)                  | 0:1 n. V.             | Metalurh Saporischschja (I)       |
| 10.08.2002 | Hirnyk-Sport Komsomolsk (III)          | 0:2                   | Spartak Sumy (II)                 |
| 10.08.2002 | Hasowyk Skala Stryj (III)              | 0:1                   | Sirka Kirowohrad (II)             |
| 10.08.2002 | FK Kowel-Wolyn- (III)                  | 1:3                   | Metalurh Donezk (I)               |
| 10.08.2002 | Enerhetyk Burschtyn (III)              | 0:1                   | Dynamo Kiew (I)                   |
| 10.08.2002 | Dnister Owidiopol (III)                | 1:0                   | Illitschiwez Mariupol (I)         |
| 10.08.2002 | Tschornohora Iwano-Frankiwsk (III)     | 0:2                   | Sokil Solotschiw (II)             |
| 10.08.2002 | FSK Bukowina Czernowitz (III)          | 2:3                   | FK Mykolajiw (II)                 |
| 10.08.2002 | Awanhard Rowenky (III)                 | 0:3                   | Metalist Charkiw (I)              |
| 10.08.2002 | Sorja Luhansk (III)                    | 1:4                   | Dnipro Dnipropetrowsk (I)         |
| 10.08.2002 | Ros Bila Zerkwa (III)                  | 1:2                   | Worskla Poltawa (I)               |
| 10.08.2002 | PFK Sewastopol (III)                   | 0:6                   | Tschornomorez Odessa (I)          |
| 10.08.2002 | Olkom Melitopol (III)                  | 1:0                   | ZSKA Kiew (II)                    |
| 10.08.2002 | Nywa Ternopil (III)                    | 2:5                   | Karpaty Lwiw (I)                  |
| 10.08.2002 | Desna Tschernihiw (III)                | 0:1                   | Stal Altschewsk (II)              |
| 10.08.2002 | Olimpija FK AES Juschnoukrajinsk (III) | 0:2                   | Sakarpattja Uschhorod (II)        |
| 10.08.2002 | Nafkom-Akademija Irpin (III)           | 2:1                   | Prikarpattja Iwano-Frankiwsk (II) |
| 10.08.2002 | Lukor Kalusch (III)                    | 1:4                   | Obolon Kiew (I)                   |
| 10.08.2002 | Halytschyna Drohobytsch (III)          | 0:1 n. V.             | Tawrija Simferopol (I)            |
| 10.08.2002 | Elektron Romny (III)                   | 1:0                   | FK Winnyzja (II)                  |
| 10.08.2002 | Dynamo Simferopol (III)                | 0:1                   | Borysfen Boryspil (II)            |
| 10.08.2002 | Jawir Krasnopillja (III)               | 0:0 n. V. (4:3 i. E.) | Systema-Borex Borodjanka (II)     |
| 10.08.2002 | Podillja Chmelnyzkyj (III)             | 1:1 n. V. (4:5 i. E.) | FK Krasyliw (II)                  |

## 2. Runde
| Datum      |                                  | Ergebnis              |                                   |
| ---------- | -------------------------------- | --------------------- | --------------------------------- |
| 24.08.2002 | Systema-KChP Tschernjachiw (III) | 0:4                   | Schachtar Donezk (I)              |
| 24.08.2002 | Stal Altschewsk (II)             | 1:1 n. V. (4:2 i. E.) | Polihraftechnika Oleksandrija (I) |
| 24.08.2002 | Spartak Sumy (II)                | 0:2                   | Obolon Kiew (I)                   |
| 24.08.2002 | Olkom Melitopol (III)            | 0:1                   | Worskla Poltawa (I)               |
| 24.08.2002 | Dnister Owidiopol (III)          | 2:3                   | Metalurh Donezk (I)               |
| 24.08.2002 | Sirka Kirowohrad (II)            | 2:3 n. V.             | Arsenal Kiew (I)                  |
| 24.08.2002 | Jawir Krasnopillja (III)         | 0:0 n. V. (7:6 i. E.) | Tschornomorez Odessa (I)          |
| 24.08.2002 | Sokil Solotschiw (II)            | 1:0                   | Metalurh Saporischschja (I)       |
| 24.08.2002 | FK Mykolajiw (II)                | 0:1                   | Krywbas Krywyj Rih (I)            |
| 24.08.2002 | Naftowyk Ochtyrka (II)           | 0:3                   | Dnipro Dnipropetrowsk (I)         |
| 24.08.2002 | Nafkom-Akademija Irpin (III)     | 1:0                   | Karpaty Lwiw (I)                  |
| 24.08.2002 | FK Krasyliw (II)                 | 1:1 n. V. (3:2 i. E.) | Metalist Charkiw (I)              |
| 24.08.2002 | Elektron Romny (III)             | 4:0                   | Sakarpattja Uschhorod (II)        |
| 24.08.2002 | Borysfen Boryspil (II)           | 1:2                   | Wolyn Luzk (I)                    |
| 24.08.2002 | Arsenal Charkiw (II)             | 1:1 n. V. (3:2 i. E.) | Tawrija Simferopol (I)            |
| 24.08.2002 | FK Polissja Schytomyr (II)       | 0:4                   | Dynamo Kiew (I)                   |

## Achtelfinale
| Datum      |                          | Ergebnis  |                              |
| ---------- | ------------------------ | --------- | ---------------------------- |
| 19.10.2002 | Jawir Krasnopillja (III) | 0:3       | Dnipro Dnipropetrowsk (I)    |
| 19.10.2002 | Obolon Kiew (I)          | 0:1       | Metalurh Donezk (I)          |
| 19.10.2002 | Krywbas Krywyj Rih (I)   | 1:0       | Arsenal Kiew (I)             |
| 19.10.2002 | Worskla Poltawa (I)      | 3:2 n. V. | Nafkom-Akademija Irpin (III) |
| 19.10.2002 | Schachtar Donezk (I)     | 4:0       | Elektron Romny (III)         |
| 19.10.2002 | Wolyn Luzk (I)           | 3:0       | FK Krasyliw (II)             |
| 19.10.2002 | Dynamo Kiew (I)          | 2:0       | Stal Altschewsk (II)         |
| 20.10.2002 | Arsenal Kiew (I)         | 4:0       | Sokil Solotschiw (II)        |

## Viertelfinale
| Datum             |                        | Gesamt |                           | Hinspiel | Rückspiel |
| ----------------- | ---------------------- | ------ | ------------------------- | -------- | --------- |
| 16.11./24.11.2002 | Krywbas Krywyj Rih (I) | 3:6    | Schachtar Donezk (I)      | 2:2      | 1:4       |
| 16.11./24.11.2002 | Arsenal Kiew (I)       | 0:2    | Dnipro Dnipropetrowsk (I) | 0:0      | 0:2       |
| 16.11./24.11.2002 | Wolyn Luzk (I)         | 3:2    | Metalurh Donezk (I)       | 3:0      | 0:2       |
| 17.11./24.11.2002 | Dynamo Kiew (I)        | 5:0    | Worskla Poltawa (I)       | 1:0      | 4:0       |

## Halbfinale
| Datum             |                           | Gesamt |                      | Hinspiel | Rückspiel |
| ----------------- | ------------------------- | ------ | -------------------- | -------- | --------- |
| 05.03./16.04.2003 | Dnipro Dnipropetrowsk (I) | 1:3    | Schachtar Donezk (I) | 0:0      | 1:3       |
| 05.03./16.04.2003 | Wolyn Luzk (I)            | 1:7    | Dynamo Kiew (I)      | 0:4      | 1:3       |

## Finale
| Paarung          | Dynamo Kiew – Schachtar Donezk |
| Ergebnis         | 2:1 (0:1) |
| Datum            | 25. Mai 2003 |
| Stadion          | Olympiastadion, Kiew |
| Zuschauer        | 71.000 |
| Schiedsrichter   | Andrij Schandor |
| Tore             | 0:1 Andrij Worobej (18.) 1:1 Aljaksandr Chazkewitsch (56.) 2:1 Diogo Rincón (90.+1') |
| Dynamo Kiew      | Witalij Rewa – Andrij Nesmatschnyj, Serhij Fedorow, Oleksandr Holowko, Jerko Leko (46. Diogo Rincón) – Maksim Shatskix, Goran Sablić (18. Aljaksandr Chazkewitsch), Goran Gavrančić, Andrij Hussin – Georgi Peew, Waljanzin Bjalkewitsch Cheftrainer: Oleksij Mychajlytschenko                         |
| Schachtar Donezk | Dmytro Schutkow – Mychajlo Starostjak (40. Assane N'Diaye), Isaac Okoronkwo, Predrag Pažin, Serhij Popow – Nenad Lalatović (79. Dainius Gleveckas), Mariusz Lewandowski, Alexei Bacharew – Adrian Pukanytsch – Oleksij Bjelik (60. Brandão), Andrij Worobej Cheftrainer: Bernd Schuster ( Deutschland) |
| Gelbe Karten     | Aljaksandr Chazkewitsch – Andrij Worobej, Oleksij Bjelik, Serhij Popow |